# Whitlock Automobile

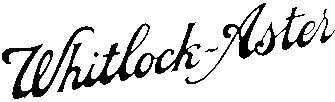

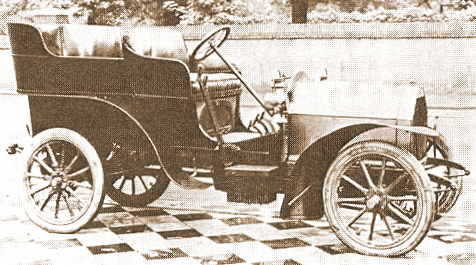
Whitlock-Aster 12/14 hp (1905)

Die Whitlock Automobile Co. Ltd. war ein britischer Automobilhersteller, der 1904–1906 in London ansässig war. Diese Firma stellte die Marke Whitlock-Aster her, die nicht mit den später gefertigten Whitlock-Automobilen zu verwechseln ist.
Whitlock lieferte Fahrwerk und Karosserien und baute Motoren von Aster ein – daher der Name der Fahrzeuge. In nur drei Produktionsjahren entstanden fünf Modelle mit Zwei- und Vierzylindermotoren.

## Modelle
| Modell   | Bauzeitraum | Zylinder | Hubraum  | Radstand     |
| -------- | ----------- | -------- | -------- | ------------ |
| 10/12 hp | 1904–1906   | 2 Reihe  | 1703 cm³ | 2210–3048 mm |
| 12/14 hp | 1904–1906   | 2 Reihe  | 1843 cm³ | 2210–3048 mm |
| 12/14 hp | 1904–1906   | 4 Reihe  | 2497 cm³ | 2591–3125 mm |
| 18 hp    | 1904–1906   | 4 Reihe  | 3686 cm³ | 2743–3048 mm |
| 24 hp    | 1904–1906   | 4 Reihe  | 4851 cm³ | 2896–3200 mm |

## Quelle
- David Culshaw & Peter Horrobin: The Complete Catalogue of British Cars 1895–1975. Veloce Publishing plc. Dorchester (1999). ISBN 1-874105-93-6